# The Big Machine
 (juin 2020).
Si vous disposez d'ouvrages ou d'articles de référence ou si vous connaissez des sites web de qualité traitant du thème abordé ici, merci de compléter l'article en donnant les références utiles à sa vérifiabilité et en les liant à la section « Notes et références ».
Albums de Émilie Simon
À l’Olympia
(2007) Franky Knight
(2011)
The Big Machine est le quatrième album d’Émilie Simon. Il est sorti le 14 septembre 2009 en version numérique, et en version physique le 21 septembre 2009. 
Cet album est écrit entièrement en anglais, si bien qu’il ne présente aucune chanson en français, même si certains titres présentent des passages en français.
Le premier single extrait de l’album est Dreamland, le second est Rainbow et le troisième, sortie en single en duo avec Charlie Winston est Ballad Of The Big Machine.

## Liste des titres
Toutes les chansons sont écrites et composées par Émilie Simon, sauf où indiqué.
| 1.    | Rainbow                   | Émilie Simon, Graham Joyce | 4:19 |
| 2.    | Dreamland                 |                            | 4:15 |
| 3.    | Nothing to Do with You    | Émilie Simon, Graham Joyce | 2:54 |
| 4.    | Chinatown                 |                            | 3:13 |
| 5.    | Ballad of the Big Machine |                            | 5:46 |
| 6.    | The Cycle                 |                            | 4:12 |
| 7.    | Closer                    |                            | 3:55 |
| 8.    | The Devil at My Door      |                            | 5:02 |
| 9.    | Rocket to the Moon        | Teitur Lassen              | 3:25 |
| 10.   | Fools Like Us             | Émilie Simon, Graham Joyce | 3:22 |
| 11.   | The Way I See You         | Émilie Simon, Graham Joyce | 3:29 |
| 12.   | This Is Your World        | Émilie Simon, Graham Joyce | 3:19 |
| 47:11 |                           |                            |      |

| 13. | Closer (acoustique) | 4:11 |

| 14. | Can You Keep a Secret | 3:46 |

| Titre bonus en téléchargement Fnac | Titre bonus en téléchargement Fnac | Titre bonus en téléchargement Fnac | Titre bonus en téléchargement Fnac | Titre bonus en téléchargement Fnac | Titre bonus en téléchargement Fnac | Titre bonus en téléchargement Fnac | Titre bonus en téléchargement Fnac | Titre bonus en téléchargement Fnac | Titre bonus en téléchargement Fnac |
| No                                 | Titre                              | Durée                              |                                    |                                    |                                    |                                    |                                    |                                    |                                    |
| ---------------------------------- | ---------------------------------- | ---------------------------------- | ---------------------------------- | ---------------------------------- | ---------------------------------- | ---------------------------------- | ---------------------------------- | ---------------------------------- | ---------------------------------- |
| 15.                                | Dreamland (acoustique)             | 4:04                               |                                    |                                    |                                    |                                    |                                    |                                    |                                    |
| 51:20                              |                                    |                                    |                                    |                                    |                                    |                                    |                                    |                                    |                                    |

| Titres bonus en téléchargement iTunes | Titres bonus en téléchargement iTunes               | Titres bonus en téléchargement iTunes | Titres bonus en téléchargement iTunes | Titres bonus en téléchargement iTunes | Titres bonus en téléchargement iTunes | Titres bonus en téléchargement iTunes | Titres bonus en téléchargement iTunes | Titres bonus en téléchargement iTunes | Titres bonus en téléchargement iTunes |
| No                                    | Titre                                               | Durée                                 |                                       |                                       |                                       |                                       |                                       |                                       |                                       |
| ------------------------------------- | --------------------------------------------------- | ------------------------------------- | ------------------------------------- | ------------------------------------- | ------------------------------------- | ------------------------------------- | ------------------------------------- | ------------------------------------- | ------------------------------------- |
| 16.                                   | The Cycle                                           | 4:14                                  |                                       |                                       |                                       |                                       |                                       |                                       |                                       |
| 17.                                   | The Cycle (Midnight Sun Remix ; feat. Midnight Sun) | 5:34                                  |                                       |                                       |                                       |                                       |                                       |                                       |                                       |
| 18.                                   | The Cycle (Ultramars Remix)                         | 4:54                                  |                                       |                                       |                                       |                                       |                                       |                                       |                                       |
| 19.                                   | The Cycle (Ultramars Instrumental)                  | 4:53                                  |                                       |                                       |                                       |                                       |                                       |                                       |                                       |
| 1:10:55                               |                                                     |                                       |                                       |                                       |                                       |                                       |                                       |                                       |                                       |

| Titres bonus numériques en décembre | Titres bonus numériques en décembre | Titres bonus numériques en décembre | Titres bonus numériques en décembre | Titres bonus numériques en décembre | Titres bonus numériques en décembre | Titres bonus numériques en décembre | Titres bonus numériques en décembre | Titres bonus numériques en décembre | Titres bonus numériques en décembre |
| No                                  | Titre                               | Durée                               |                                     |                                     |                                     |                                     |                                     |                                     |                                     |
| ----------------------------------- | ----------------------------------- | ----------------------------------- | ----------------------------------- | ----------------------------------- | ----------------------------------- | ----------------------------------- | ----------------------------------- | ----------------------------------- | ----------------------------------- |
| 20.                                 | Rainbow (Émilie remix)              | 3:18                                |                                     |                                     |                                     |                                     |                                     |                                     |                                     |
| 21.                                 | Rainbow (acoustique)                | 4:30                                |                                     |                                     |                                     |                                     |                                     |                                     |                                     |
| 1:18:43                             |                                     |                                     |                                     |                                     |                                     |                                     |                                     |                                     |                                     |

## Ventes de l'album
| Pays     | Meilleure position |
| -------- | ------------------ |
| France   | 8                  |
| Belgique | 11                 |
| Suisse   | 36                 |

## Singles
- Dreamland, Juin 2009
- Rainbow, Décembre 2009
- Ballad Of The Big Machine, Juin 2010

## Personnel
- Émilie Simon : chant, guitare, piano, machines, arrangements et composition
- Adam Chilenski : basse
- Darren Beckett : batterie
- Jeremy Gara : batterie et claviers
- Joan Natchez et Kelly Pratt : cuivres
- Mark Plati : enregistrement à New York
- François Chevallier : enregistrement à Montréal
- Renaud Letang : mixage